# Photocorynus spiniceps
Photocorynus spiniceps is een straalvinnige vissensoort uit de familie van de linophryden (Linophrynidae). De wetenschappelijke naam van de soort is voor het eerst geldig gepubliceerd in 1925 door Regan.

## Kenmerken
Mannetjes van deze soort worden zo'n 7 mm lang en leven als volwassen dier als parasiet op de vrouwtjes. Het kleinste gemeten mannetje was 6,2 mm, waardoor de soort gezien kan worden als de kleinste gewervelde. Mannetjes zijn zeer licht gekleurd en hebben gedegenereerde ogen. Vrouwtjes worden tussen 16 en 69 mm lang en zijn donker gekleurd.

## Leefgebied
P. spiniceps komt voor in het tropisch en subtropisch gebied van de Indische Oceaan, de Stille Oceaan en de Atlantische Oceaan tussen 32° noorderbreedte en 13° zuiderbreedte. Hij is er waargenomen op dieptes van 990 tot 1420 meter.